# Vedran
Vedran je mužské křestní jméno slovanského původu, četné zejména v Chorvatsku. Pochází z chorvatského slova vedar, které znamená veselý. Svátek slaví dne 5. března. Ženská podoba tohoto jména je Vedrana, popřípadě Vedranka.

## Počet nositelů
V roce 2014 žilo na světě přibližně 8 766 nositelů jména Vedran, z nichž 81,2 % žije na území Chorvatska, kde jde o 74. nejčastější mužské jméno. V ostatních zemích bývalé Jugoslávie se vyskytuje sporadicky.
| Stát                | Četnost | Pořadí  |
| ------------------- | ------- | ------- |
| Chorvatsko          | 7 119   | 150.    |
| Bosna a Hercegovina | 327     | 1 268.  |
| Slovinsko           | 169     | 1 084.  |
| Srbsko              | 123     | 2 170.  |
| Černá Hora          | 32      | 1 500.  |
| Severní Makedonie   | 1       | 15 787. |

## Vývoj popularity
Nejvíce populární bylo jméno Vedran v Chorvatsku v 70. až 90. letech 20. století. V 90. letech začala popularita postupně klesat. Nejvíce populární bylo v roce 1984, ve kterém se narodilo 4,93 % nositelů žijících k roku 2013. V současnosti má jméno stále ještě menší míru obliby, k roku 2013 činila jeho popularita 0,36 %.

## Známé osobnosti
- Vedran Ćorluka – chorvatský fotbalista
- Vedran Deletis – chorvatský neurofyziolog
- Vedran Horvacki – chorvatský spisovatel
- Vedran Ivčić – chorvatský zpěvák
- Vedran Mlikota – chorvatský herec
- Vedran Mornar – chorvatský vědec, děkan a politik
- Vedran Šamanović – chorvatský režisér
- Vedran Živolić – chorvatský herec